# 3582 Cyrano
3582 Cyrano је астероид главног астероидног појаса чија средња удаљеност од Сунца износи 3,002 астрономских јединица (АЈ).
Апсолутна магнитуда астероида је 11,2.